# Маяк Морган-Пойнт
Маяк Морган-Пойнт (англ. Morgan Point Light) — маяк, расположенный в устье реки Мистик на западном берегу, на входе в гавань деревни Ноанк,  округ Нью-Лондон, штат Коннектикут, США. Построен в 1831 году. Деактивирован в 1921 году. Административно принадлежит городу Гротон.

## История
Первоначальный маяк был построен в 1831 году, он представлял собой гранитную башню высотой 7,5 метров. Дом смотрителя был сделан из камня. Для освещения использовались масляные лампы. Но моряки жаловались на недостаточно яркий свет маяка. В 1855 году на маяк была установлена линза Френеля. Состояние башни маяка постоянно ухудшалось, и в 1867 началось строительство нового маяка, завершившееся через год. Новый маяк был построен по тому же проекту, что и маяки острова Грейт-Каптен и острова Шеффилд в Коннектикуте, маяки Олд-Филд-Пойнт и острова Плам в штате Нью-Йорк и Северный маяк острова Блок в Род-Айленде. Он представлял собой двухэтажный дом смотрителя в викторианском стиле из гранитных блоков, на крыше которого была расположена восьмиугольная башня маяка высотой 16 метров. В 1921 году неподалеку Береговая охрана США неподалеку построила автоматический маяк, и маяк Морган Пойнт был выведен из эксплуатации. В 1922 году маяк был продан на аукционе.
В 1978 году маяк в составе Исторического округа Ноанк был включен в Национальный реестр исторических мест.